# George Augustus Eliott
George Augustus Eliott (Stobs nabij Roxburgh, 25 december 1717 – Aken, 6 juli 1790) was een Schots edelman en generaal in het Britse leger. 
Hij vocht voor de Britse Kroon in drie oorlogen van de 18e eeuw. Het ging om de Oostenrijkse Successieoorlog, de Zevenjarige Oorlog en, als gouverneur van Gibraltar leidde hij de verdediging tijdens het Grote Beleg van Gibraltar (1779-1783). Het Grote Beleg was een Europees luik van de Amerikaanse Onafhankelijkheidsoorlog en zijn overwinning op de Spanjaarden en de Fransen maakte hem beroemd in eigen land.
Hij was lid van de Privy Council van de Britse Kroon.

## Familie
Eliott was een zoon van sir Gilbert Eliott, 3e baronet van Stops en van Eleanor Elliot. In 1748 huwde hij in Londen met Anne Pollexfex Drake ( -1772), een dochter van sir Francis Henry Drake, 4e baronet van Buckland Abbey en een zijdelingse nazaat van Francis Drake. Het echtpaar Eliott-Drake had een dochter, Anne Eliott die huwde met John Trayton Fuller uit Sussex, en een zoon Francis Augustus Eliott, die zijn titels erfde.

## Levensloop
Eliott was student aan de Universiteit Leiden in de Verenigde Provincies. In Leiden studeerde hij Duits en Frans. Nadien werd hij opgeleid tot militair ingenieur in de Militaire Academie van La Fère in het koninkrijk Frankrijk. Hij volgde een Pruisische militaire opleiding, als vrijwilliger, in de jaren 1735-1736, gevolgd door een training aan de Royal Military Academy (Woolwich). Hij behaalde het (Engels) diploma van militair ingenieur. Met dat diploma ging hij niet meteen aan de slag want hij trad in dienst bij de Royal Welsh Fusiliers. Hij werd vervolgens benoemd als militair ingenieur bij het Engineer Corps in Woolwich. Kort nadien stapte hij over naar het 2e Regiment Horse Grenadier Guards, waarvan zijn oom James Eliott commandant was. 

### Oostenrijkse Successieoorlog
In 1740 brak de Oostenrijkse Successieoorlog uit. Vanaf 1742 werd Eliott ingezet op het Europees continent; hij had intussen de graad van luitenant. Hij werd gewond in de Slag bij Dettingen (1743). Nadien vocht hij in de Slag bij Fontenoy (1745), waarbij hij bevorderd werd tot kapitein. Na de oorlog werd Eliott bevorderd tot majoor (1749) en luitenant-kolonel (1754). Ten gevolge van deze benoemingen zag hij af van verdere weddes van militair ingenieur van Woolwich. 

### Zevenjarige Oorlog (1756-1763)
De Zevenjarige Oorlog brak uit in 1756. Hij was korte tijd Aide-de-camp van koning George II. Deze vroeg hem een lichte cavalerie-eenheid uit te bouwen, naar model van de Pruisische of Oostenrijkse huzaren. In 1759 werd Eliott benoemd tot kolonel van het 15e Regiment der cavalarie, ook genoemd de King’s Hussars of de Koninklijke Huzaren van Engeland. In dit regiment bleef hij ondergebracht tot het einde van zijn leven. Dit regiment werd later genoemd het 15e Regiment van de Light Dragoons of lichtbewapende dragonders. Het kreeg ook de bijnaam Eliotts Light Horse Regiment of Eliotts Lichtbewapende Cavalerieregiment. Met ‘zijn’ regiment vocht hij op Duitse bodem in de jaren 1759-1761. Eliott werd generaal-majoor en nam deel aan de Slag bij Minden (1759). In de Slag bij Emsdorf (1760) werd hem een belangrijke rol toegeschreven in het krijgsgewoel. Verder in de Zevenjarige Oorlog veroverde hij het eiland Belle-Île-en-Mer voor de Bretonse kust en trok hij vervolgens naar het Caraïbisch gebied. Met zijn cavalerie nam hij deel aan het Beleg van Havana (1762) op Cuba, waar hij met andere generaals de leiding had. 
Na het einde van de Zevenjarige Oorlog (1763) keerde hij naar Engeland terug. Met het geld van beloningen en buit kocht hij zich in Sussex een landgoed in Heathfield in East Sussex. Het was in deze periode dat koning George III Eliotts cavalerieregiment een bezoek bracht en hen de eretitel gaf van The King’s Own Royal light dragoons. Er volgde voor Eliott een bevordering tot luitenant-generaal (1765).
In 1774 werd Eliott naar het koninkrijk Ierland gestuurd, dat bestuurd was door de Engelse Kroon. Eliott was opperbevelhebber van de Engelse troepen van 1774 tot 1775. Dit opperbevel combineerde hij met de post van gouverneur van Londonderry.

### Grote Beleg van Gibraltar
In 1776 brak de Amerikaanse Onafhankelijkheidsoorlog uit. Een jaar later, in 1777, werd Eliott gouverneur van Gibraltar. Het was de periode dat de oorlog internationale allures aannam: Frankrijk, Spanje en de Republiek der Zeven Verenigde Provinciën keerden zich tegen Engeland. In 1779 belegerden de Spanjaarden en de Fransen Gibraltar. Gibraltar werd uitgehongerd. Eliott leidde een Engelse troepenmacht van meer dan 5.000 militairen. De belegeraars beschoten zowel het garnizoen als de stad. Dit maakte dat Eliott ook de bevolking hulp en voedsel moest bezorgen en, tegelijkertijd, de discipline moest handhaven. Met moeite kon de kroonkolonie bevoorraad worden door een Engels schip dat al eens de blokkade doorbrak. Engelse soldaten die diefstal pleegden, dronken waren of poogden weg te vluchten, liet hij berechten. In 1782 sloegen de Britten een zware aanval met 48 schepen en 450 kanonnen af. 
Na vier jaar belegering reageerde Eliott met een groot tegenoffensief: na een salvo van kanonnades volgde er een uitval (1783). Generaal Eliott behaalde de overwinning door de Spanjaarden en de weinige Fransen nog te verjagen (1783). Het bracht hem roem in Engeland en Schotland. In hetzelfde jaar 1783 eindigde de Amerikaanse Onafhankelijkheidsoorlog door de Vrede van Parijs (1783). Gibraltar bleef Brits. Eliott behield verder levenslang het ambt van gouverneur van Gibraltar. Koning George III bezorgde hem het ridderschap in de Orde van het Bad (1783). 
In 1787 reisde Eliott naar Londen om als oorlogsheld gevierd te worden. Hij ontving voortaan een jaarlijks pensioen van 1.500 Britse pond. De Orde van het Bad en het Parlement brachten hem eerbetoon. Tevens bevorderde George III hem in de adelstand met de titels lord Heathfield, gelinkt aan zijn residentie in Sussex, en baron Heathfield van Gibraltar. Hierdoor behoorde Eliott voortaan tot de Peerage van Groot-Brittannië. Eliott kreeg een zitje in de Privy Council van de Kroon. In 1790 besloot Eliott terug te keren naar Gibraltar om daar te sterven. Omwille van een ziekte maakte hij een omweg naar Aken om daar een kuur met bronwater te ondergaan. In Aken huurde hij het landgoed Kalkofen, waar hij zijn meubilair liet overbrengen. Hij stierf aan een beroerte in 1790 en werd op het landgoed begraven.

## Postuum
In 1790 werd zijn lichaam in Aken ontgraven en overgebracht naar een kerk in Heathfield in Sussex. In 1795 werd het stoffelijk overschot overgebracht naar de Saint Andrew’s kerk van Buckland Monachorum in Devon; deze kerk heeft een band met de dynastie Drake van zijn echtgenote.
Zijn zoon Francis Augustus Eliott (1750-1813) werd de 2e lord Heathfield en 2e baron Heathfield van Gibraltar. Hij was de laatste met deze titels want hij stierf zonder erfgenamen in 1813. De titels en bezittingen gingen naar de zus van George Augustus Eliott.
In de botanische tuin van Gibraltar staat een buste van hem.
Sir Joshua Reynolds schilderde een portret van hem dat te bezichtigen is in de National Gallery in Londen. George Carter schilderde hem in de Siege of Gibraltar dat in de National Portrait Gallery hangt. Daarnaast zijn er nog andere schilderijen en munten met zijn beeltenis.
Een levensgroot standbeeld staat in de Saint Paul's Cathedral in Londen.

## Illustraties

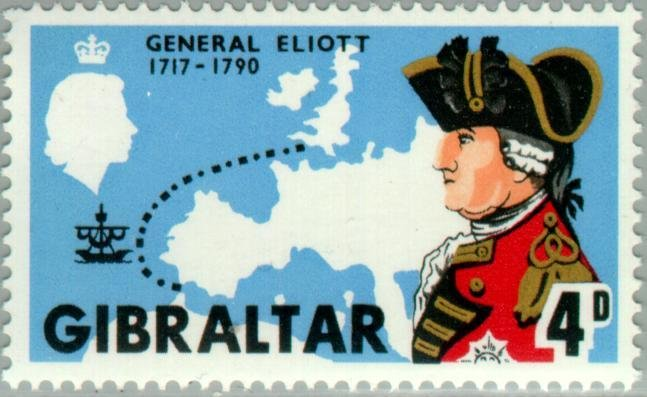
Gibraltarees postzegel
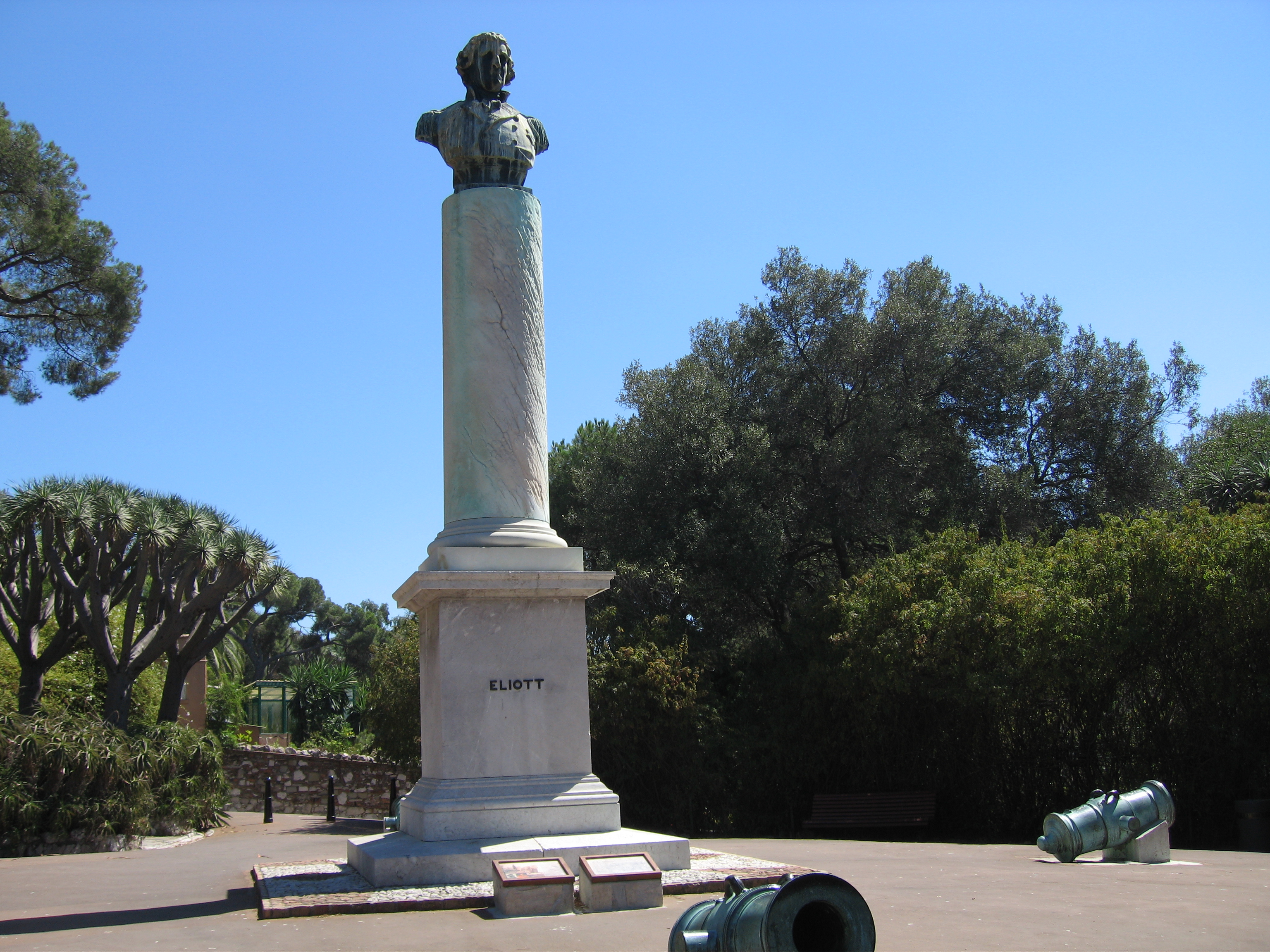
Buste in Botanic Garden in Gibraltar
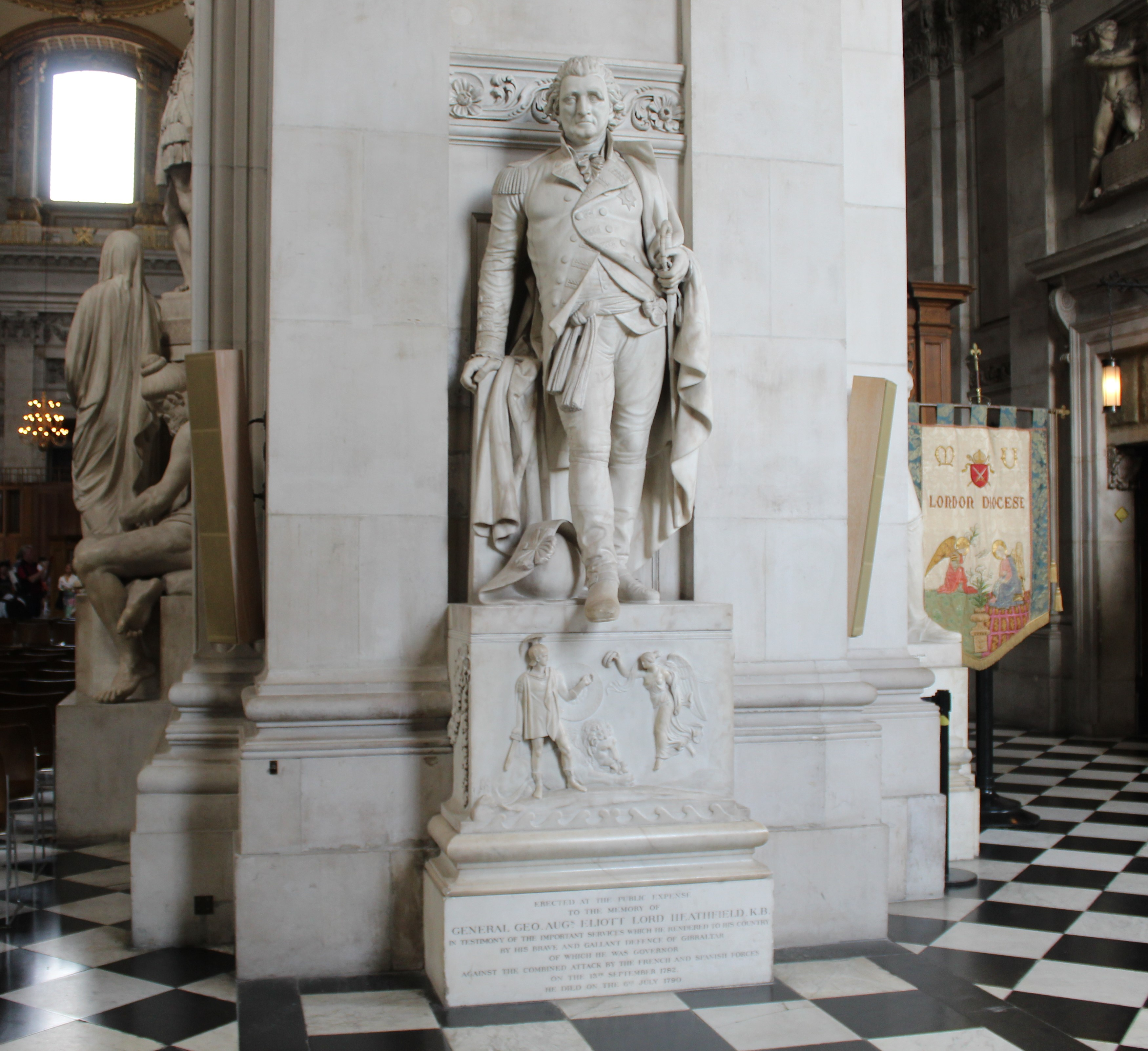
Standbeeld St. Paul's Cathedral, Londen
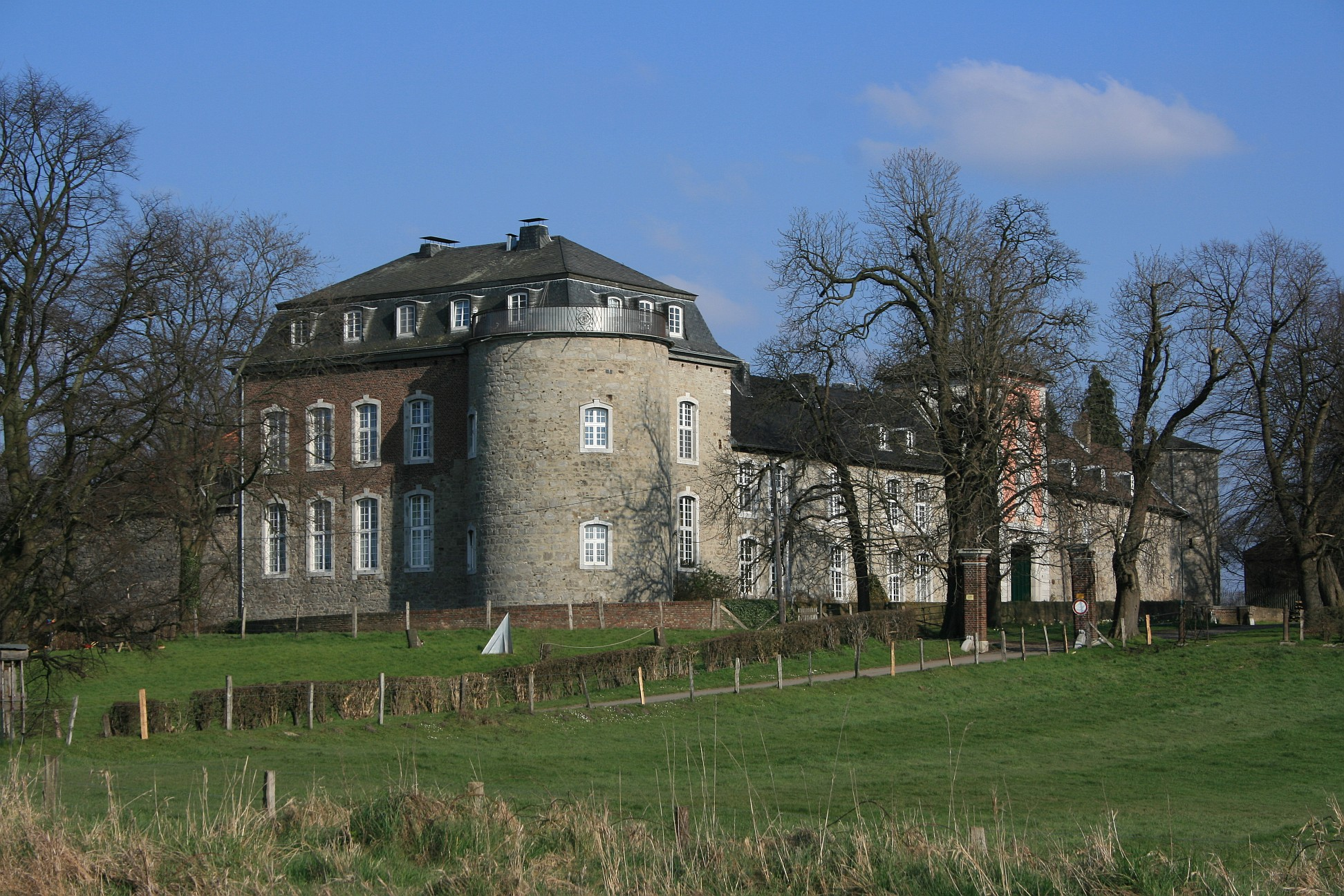
Kasteel Kalkofen in Aken waar hij overleed tijdens een waterkuur